# 湯舟山
湯舟山（ゆぶねやま）は、新潟県南魚沼市台上にある里山。標高は790.1m。ニタ沢ノ頭とも呼ばれる。
平成23年7月新潟・福島豪雨では、湯舟沢・ニタ沢・湯の平で土石流が発生。1977年（昭和52年）山麓の湯舟原では、県営農地総合開発事業（20.5ha）により水平畑（畑にもなれば水田にもなる耕地）として整備、1982年（昭和57年）には湯舟原ブドウ生産組合がアグリコア越後ワイナリーのワイン原料用ブドウを生産。2004年（平成16年）、にいがた緑の百年物語緑化事業で『金城山麓いちょう並木』として整備。南魚沼土地改良区の登川右岸幹線用水路も通っている。

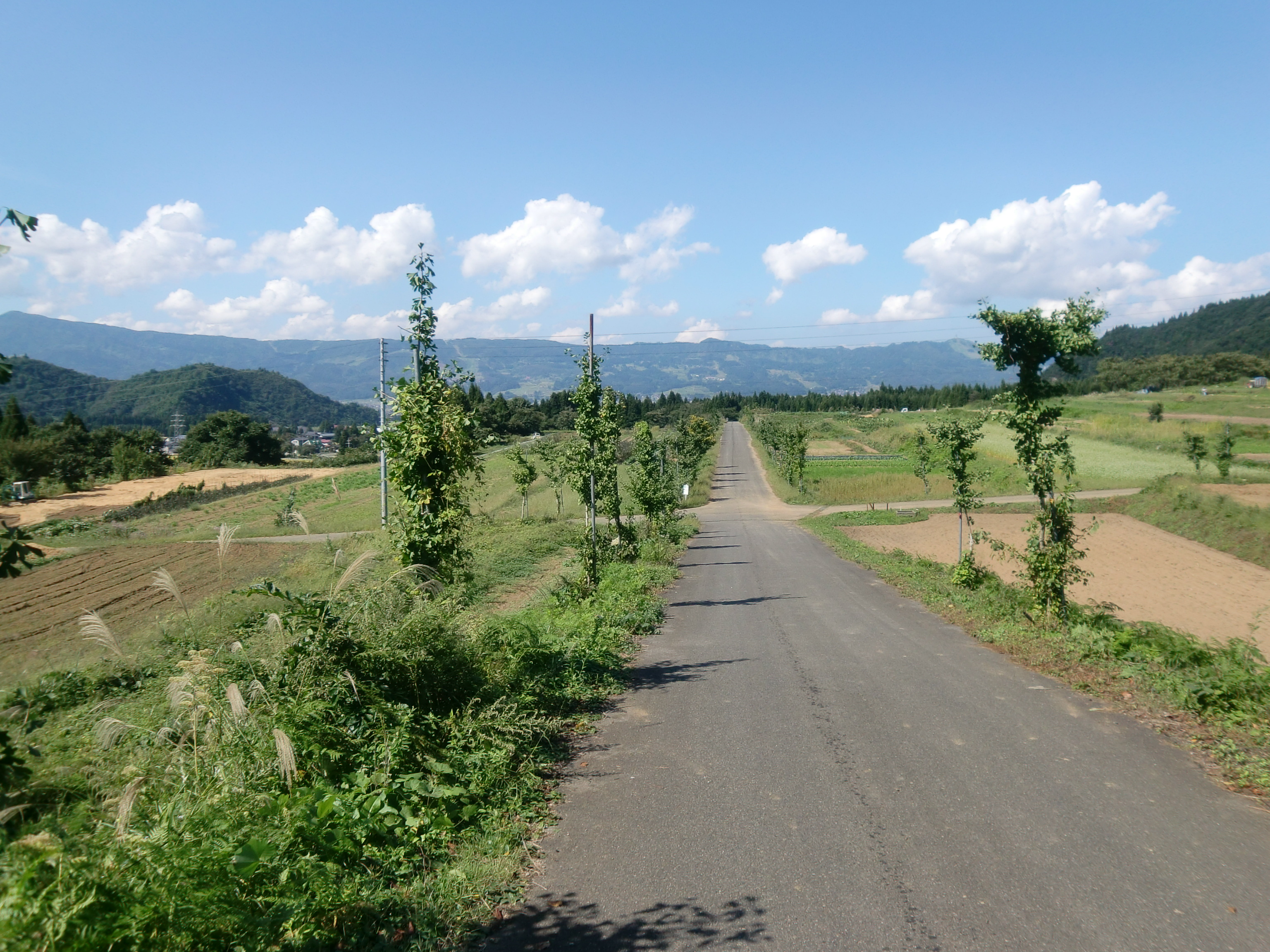
湯舟原『金城山麓いちょう並木』
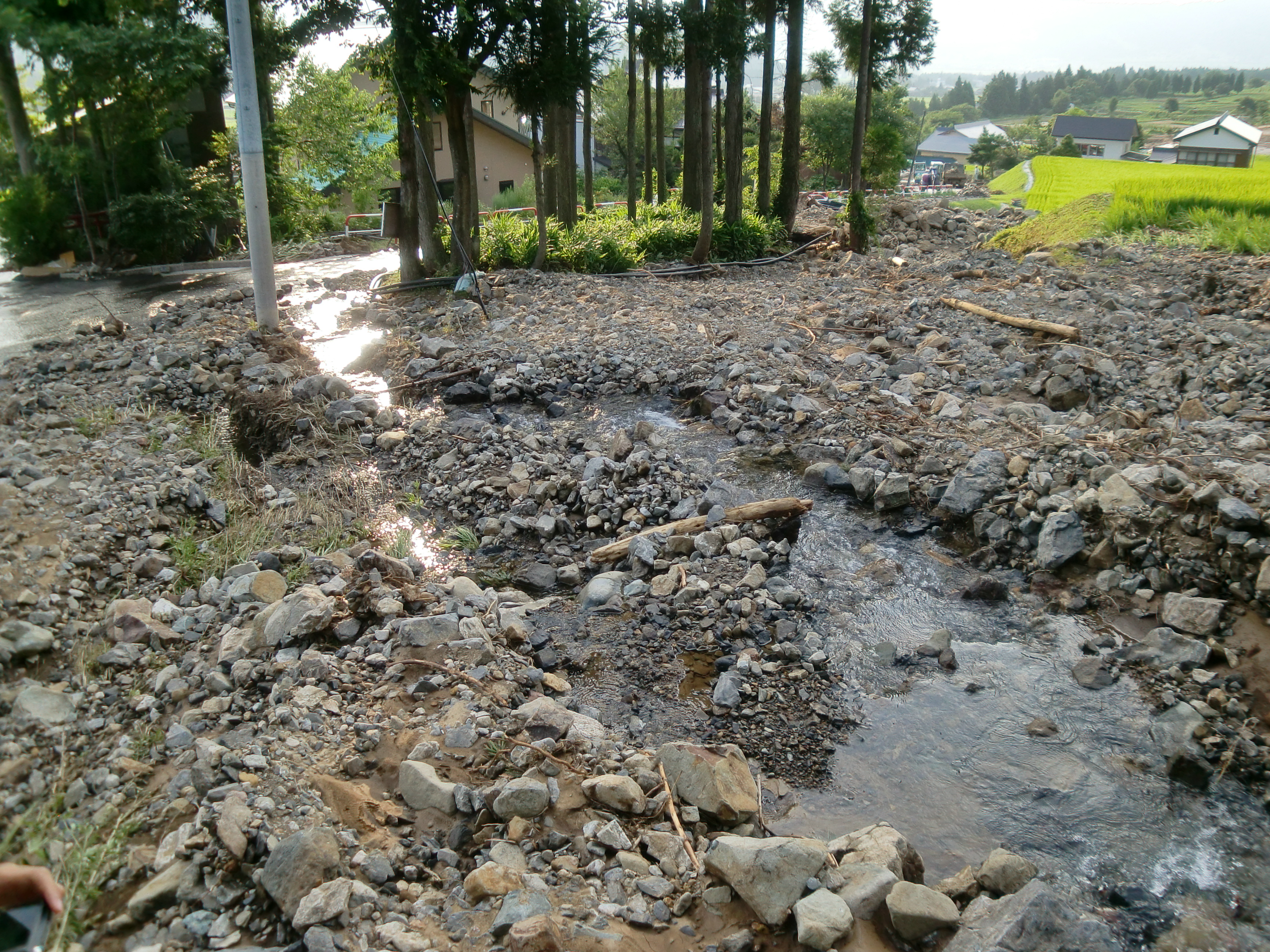
土石流ニタ沢台上：平成23年新潟・福島豪雨
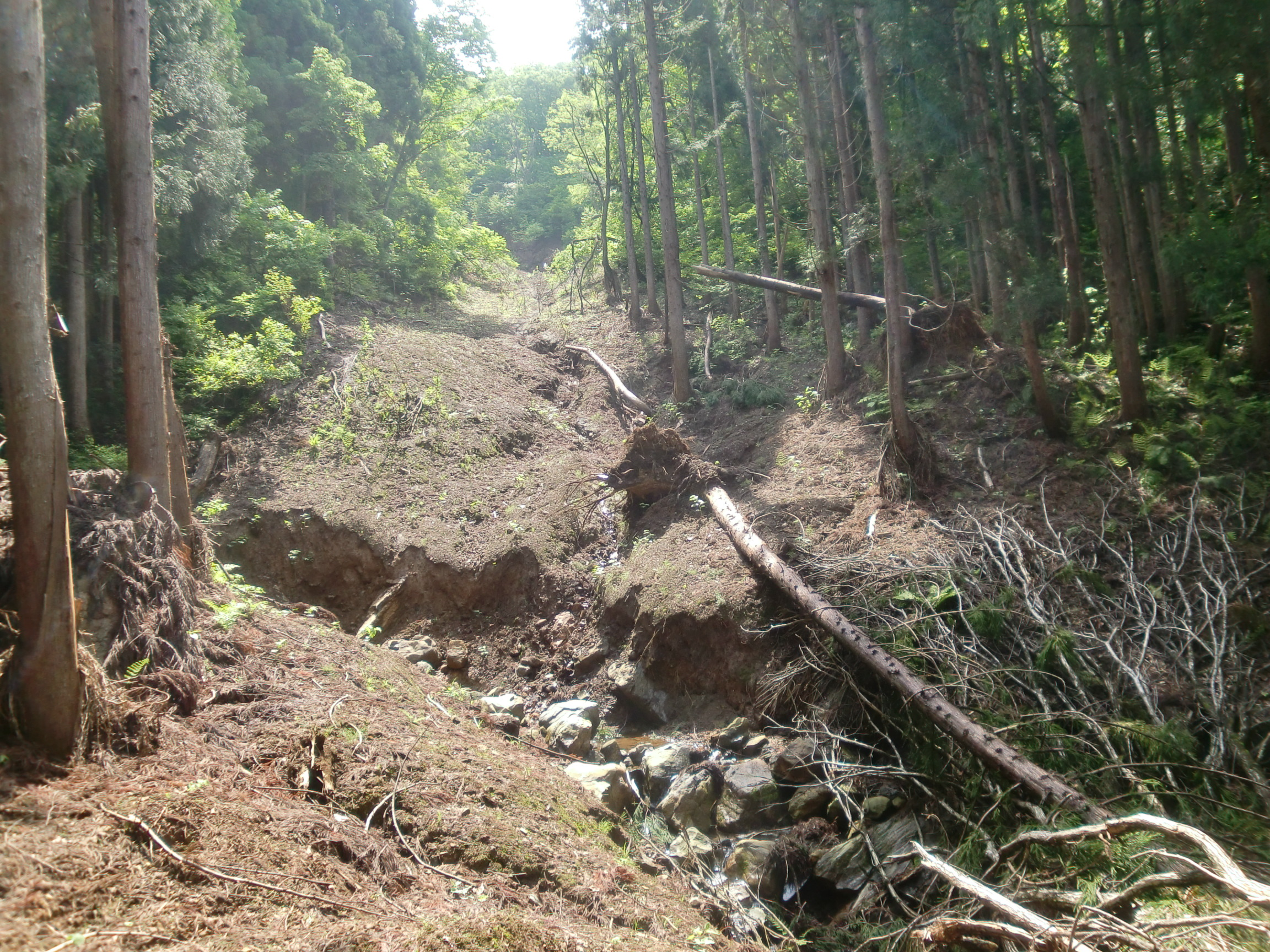
土石流ニタ沢下流
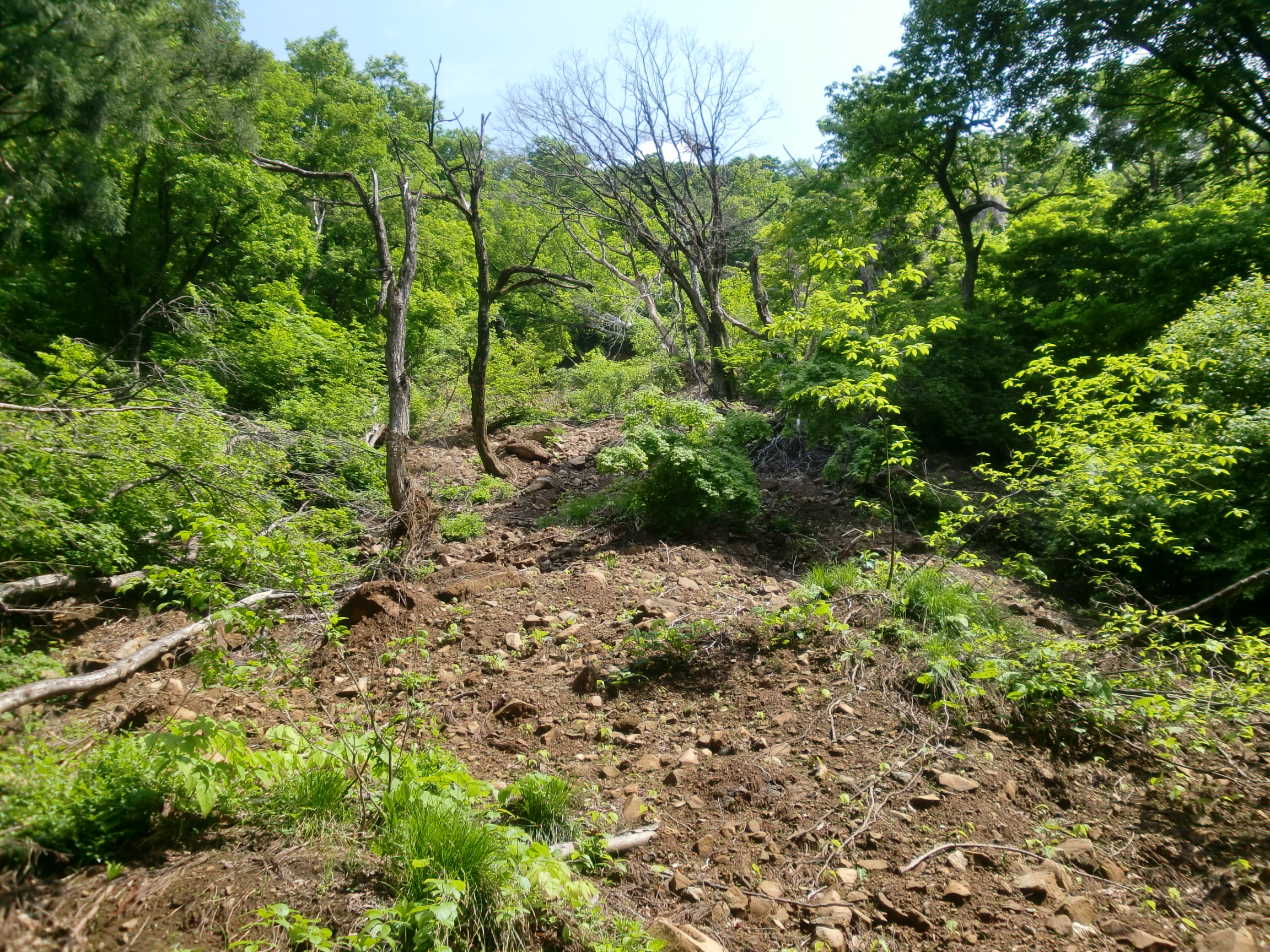
土石流ニタ沢中流
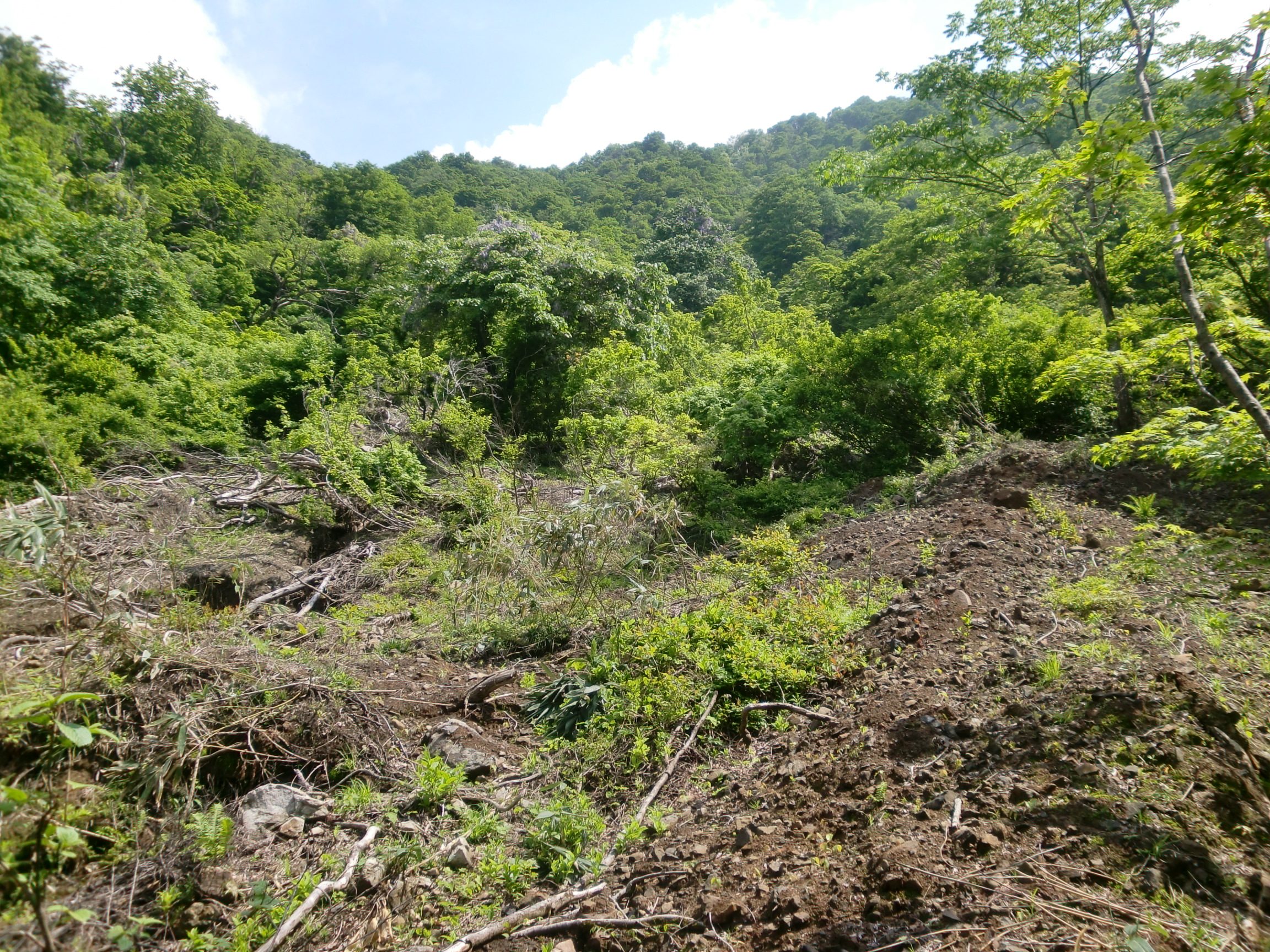
土石流ニタ沢上流
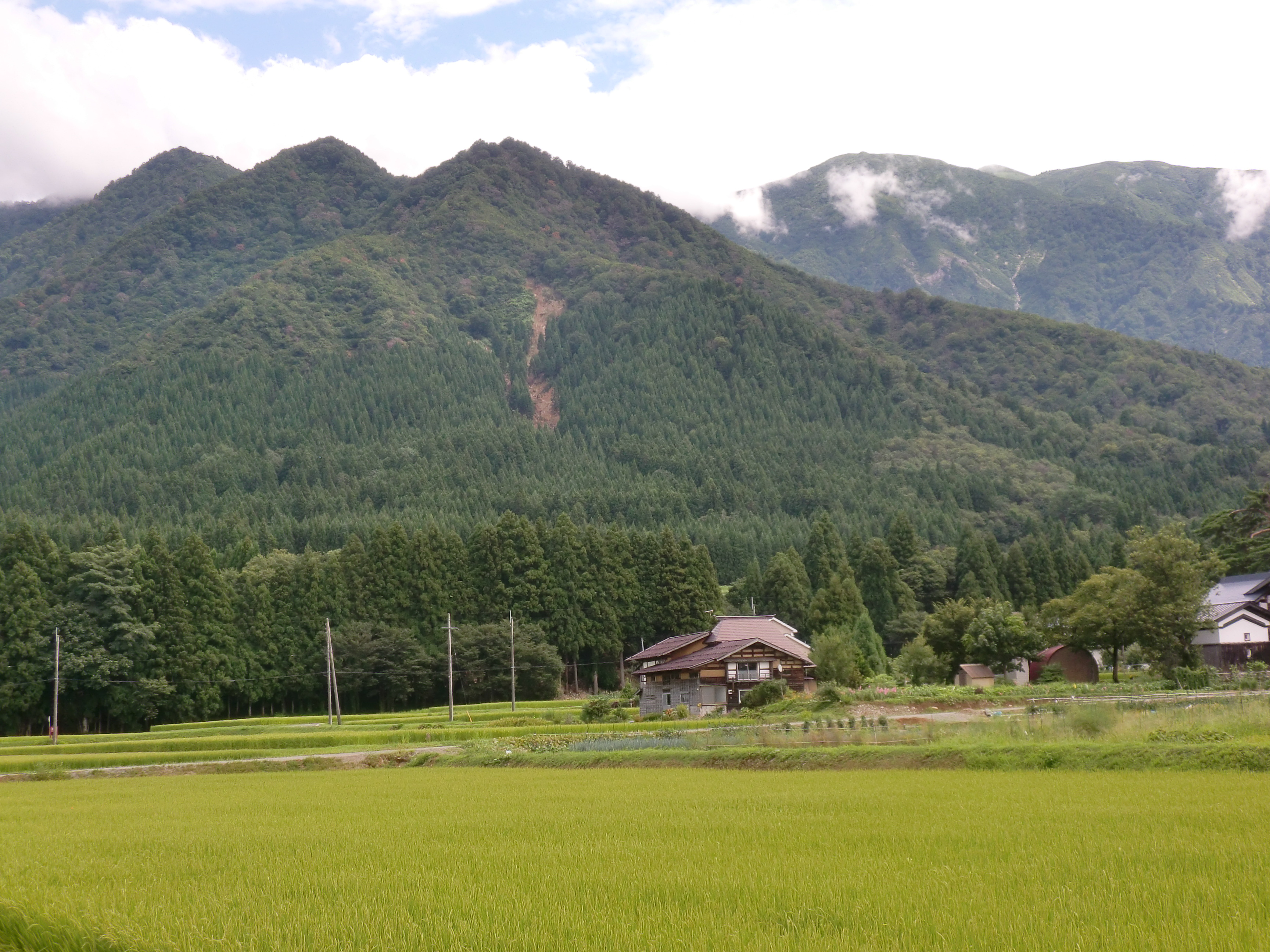
土石流湯舟沢：平成23年7月新潟・福島豪雨
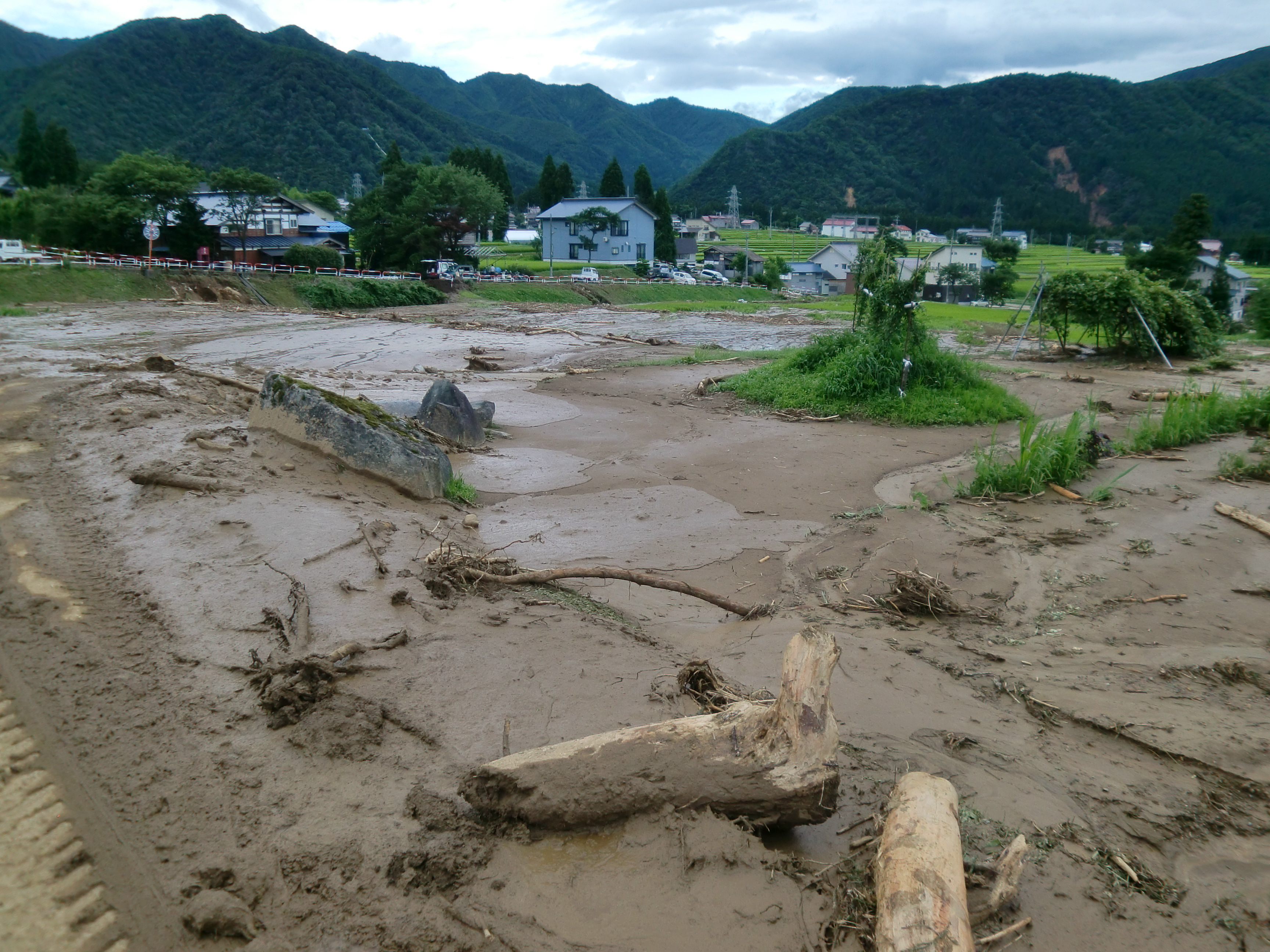
土石流湯舟原：平成23年7月新潟・福島豪雨
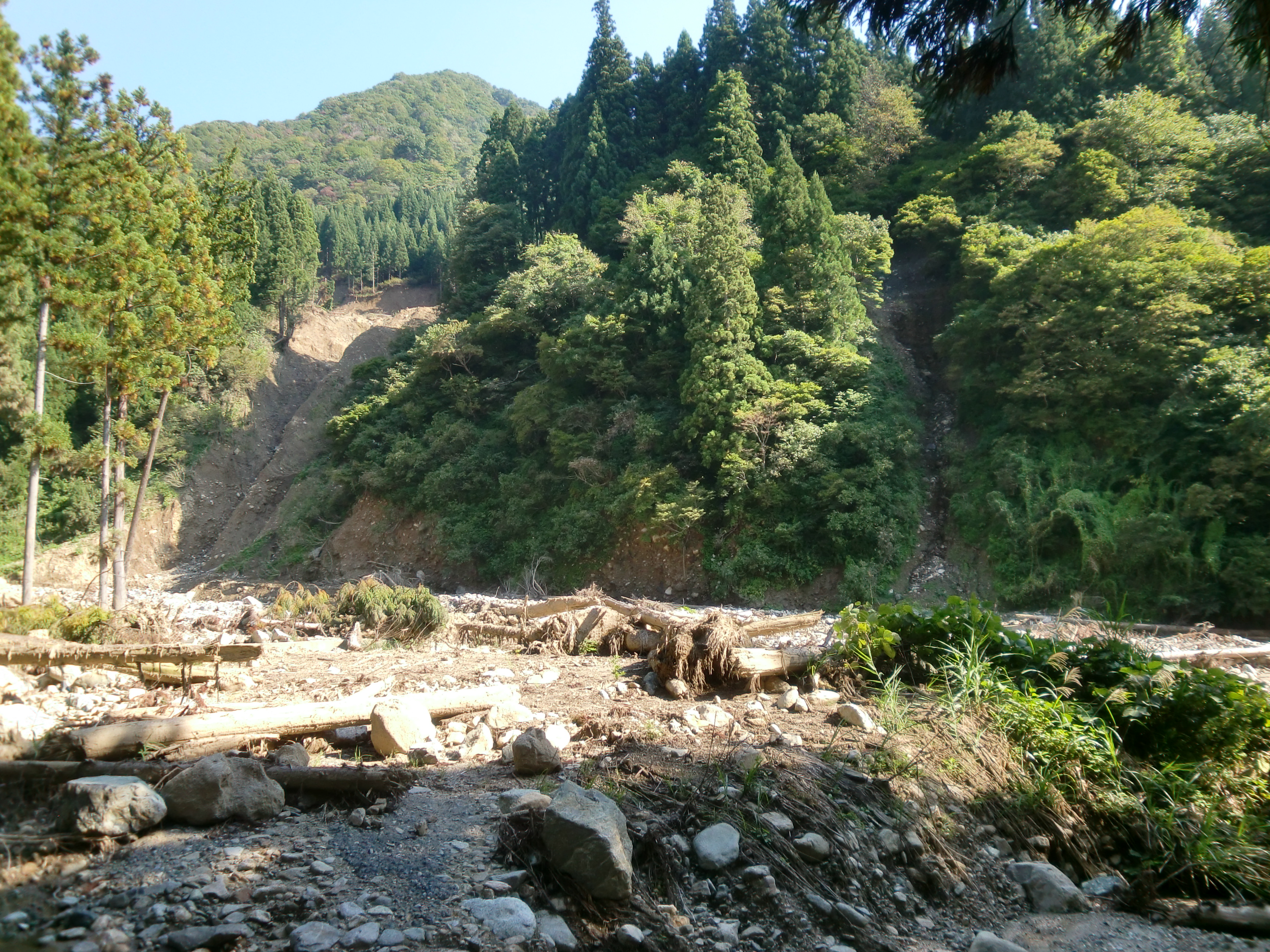
土石流湯の平：平成23年7月新潟・福島豪雨

## 登山コース
- 平成23年7月新潟・福島豪雨の被害により入山禁止。

## アクセス
- 関越自動車道塩沢石打インターチェンジより、新潟県道28号塩沢大和線から国道291号で約20分。
- 上越新幹線越後湯沢駅から、上越線・北越急行ほくほく線六日町駅まで約21分。六日町駅より、タクシーで約20分。南越後観光バス沢口行で約30分。